# بژوستووو (استان لهستان بزرگ‌تر)
بژوستووو (به لهستانی:  Brzostowo) یک روستا در لهستان است که در گمینا میاستچکو کراینگسکیه واقع شده‌است.